# Best of (album de Lorie)
Pour les articles homonymes, voir Best of.
Albums de Lorie
Week End Tour
(2004) Rester la même
(2005)
Singles
1. Toi et moi
Sortie : 7 mars 2005

Best of est le titre de la première compilation de la chanteuse française Lorie.
Sorti en avril 2005 il s'en vend 115 000 copies en France et est certifié disque d'or. C'est le best of le plus « précoce » en France, en effet Lorie n'a que 22 ans lorsqu'elle publie cette première compilation.

## Liste des pistes
| #   | Titre                                                                                         | Durée |
| --- | --------------------------------------------------------------------------------------------- | ----- |
| 1.  | Toi et moi Paroles et musique : Johnny Williams, Laura Marciano, Simon Caby                   | 3:28  |
| 2.  | Sur un air latino Paroles et musique : Lorie, Pierre Billon, Johnny Williams                  | 3:34  |
| 3.  | J'ai besoin d'amour Paroles et musique : Pierre Billon, Johnny Williams                       | 3:38  |
| 4.  | La Positive attitude Paroles et musique : Heloïse Monteiro, Johnny Williams                   | 4:31  |
| 5.  | Près de moi Paroles et musique : Johnny Williams, Louis Element                               | 3:43  |
| 6.  | C'est plus fort que moi Paroles et musique : Jean-Jacques Goldman                             | 3:49  |
| 7.  | Ensorcelée Paroles et musique : Johnny Williams                                               | 3:57  |
| 8.  | Week-end Paroles et musique : Lorie, Pierre Billon, Johnny Williams                           | 4:02  |
| 9.  | Quand tu danses (inédits) Paroles et musique : Johnny Williams, Lorie                         | 3:50  |
| 10. | À 20 ans Paroles et musique : Johnny Williams, Pierre Billon                                  | 3:20  |
| 11. | Je serai (ta meilleure amie) Paroles et musique : Johnny Williams, Louis Element              | 3:28  |
| 12. | Toute seule Paroles et musique : Johnny Williams, Louis Element                               | 3:27  |
| 13. | Les Ventres ronds (Live Week End Tour) Paroles et musique : Johnny Williams, Héloïse Monteiro | 7:31  |

## Singles
- Toi et moi est le seul single issu de ce best of, il est sorti le 7 mars 2005. Pour le tournage du clip, Lorie et son équipe se sont rendus à Miami, lieu de tournage du clip du tout premier single Près de moi. Toi et Moi s'est vendu à plus de 100 000 exemplaires[1] et a été certifié disque d'argent[2].

## Versions commercialisées

### Version CD + version collector
La version CD est sortie le 17 octobre 2005. Elle contient tous les singles de Lorie commercialisés auparavant, les inédits Toi et Moi, Quand tu danses et Les Ventres ronds, ainsi qu'une vidéo de Lorie en studio. Une édition limitée contenant un cd simple et un T-shirt collector est sortie le 04 avril 2005 dans un boitier cartonné.

### Version DVD + version collector
La version DVD est sortie le 6 juin 2005. Elle contient tous les clips des singles de Lorie commercialisés jusqu'alors et leurs versions karaoké respectives, ainsi qu'une vidéo d'une heure et demie de bonus + Une édition limitée qui contient 3 carte postale "vidéo"(lenticulaire).

## Classement des ventes
| Pays     | Meilleure position (CD) | Meilleure position (DVD) |
| -------- | ----------------------- | ------------------------ |
| France   | 2                       | 1                        |
| Suisse   | 77                      | —                        |
| Belgique | 4                       | 2                        |